# Elezioni regionali in Abruzzo del 1990
Le elezioni regionali in Abruzzo del 1990 si tennero il 6-7 maggio.

## Risultati elettorali
| Liste                                                  | Voti    | %     | Seggi |
| ------------------------------------------------------ | ------- | ----- | ----- |
| Democrazia Cristiana (DC)                              | 395.036 | 46,65 | 20    |
| Partito Comunista Italiano (PCI)                       | 173.665 | 20,51 | 8     |
| Partito Socialista Italiano (PSI)                      | 124.102 | 14,66 | 6     |
| Movimento Sociale Italiano - Destra Nazionale (MSI-DN) | 31.776  | 3,75  | 1     |
| Partito Repubblicano Italiano (PRI)                    | 28.875  | 3,41  | 1     |
| Partito Socialista Democratico Italiano (PSDI)         | 23.817  | 2,81  | 1     |
| Partito Liberale Italiano (PLI)                        | 19.333  | 2,28  | 1     |
| Lista Verde (LV)                                       | 17.622  | 2,08  | 1     |
| Antiproibizionisti sulla Droga                         | 15.396  | 1,82  | 1     |
| Verdi Arcobaleno (VA)                                  | 7.682   | 0,91  | -     |
| Democrazia Proletaria (DP)                             | 5.948   | 0,70  | -     |
| Caccia Pesca Ambiente (CPA)                            | 1.981   | 0,23  | -     |
| Lega Centro Abruzzi                                    | 1.567   | 0,19  | -     |
| Totale                                                 | 846.800 |       | 40    |

| Riepilogo dei seggi | Riepilogo dei seggi | Riepilogo dei seggi | Riepilogo dei seggi | Riepilogo dei seggi | Riepilogo dei seggi | Riepilogo dei seggi |
| ------------------- | ------------------- | ------------------- | ------------------- | ------------------- | ------------------- | ------------------- |
|                     |                     |                     |                     |                     |                     |                     |
| PCI                 | 8                   | ▼ 3                 |                     | PSI                 | 6                   | ▲ 1                 |
| PSDI                | 1                   | ━                   |                     | LV                  | 1                   | ▲ 1                 |
| Antiproibizionisti  | 1                   | Nuovo               |                     | PRI                 | 1                   | ━                   |
| DC                  | 20                  | ▲ 1                 |                     | PLI                 | 1                   | ━                   |
| MSI-DN              | 1                   | ▼ 1                 |                     |                     |                     |                     |